# Вербена кропиволиста
Вербена кропиволиста(Verbena urticifolia) — вид трав'янистих рослин родини вербенові (Verbenaceae), поширений на півдні Канади й у США. Етимологія: лат. Urtica — «Urtica», i — сполучна голосна, folius — «листя».

## Опис
Рослина має протилежне, просте листя на тонких, жорстких, зелених стеблах. Листки виглядають так само, як і в Urtica, що є причиною того, що рослина називається urticifolia. Маленькі квіти ростуть на колосах, відкриваються влітку і, що є незвичайно для роду, мають біле забарвлення. Плоди — темного забарвлення коробочки з великою кількістю коричневого, тонкого насіння. Вся рослина, крім квітів та плодів, укрита жорсткою щетиною.

## Поширення
Поширений на півдні Канади й у США.

## Галерея

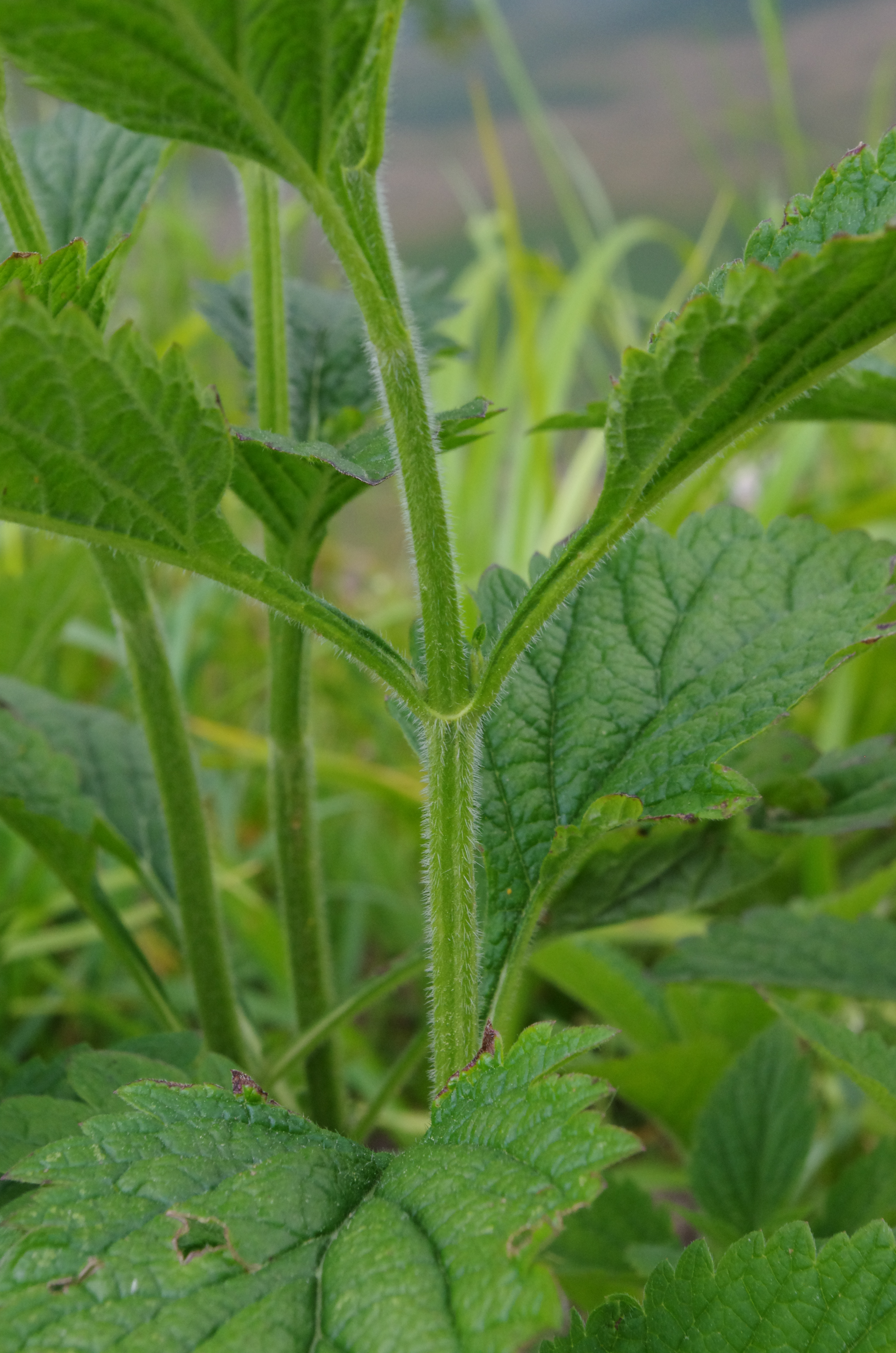
стовбур
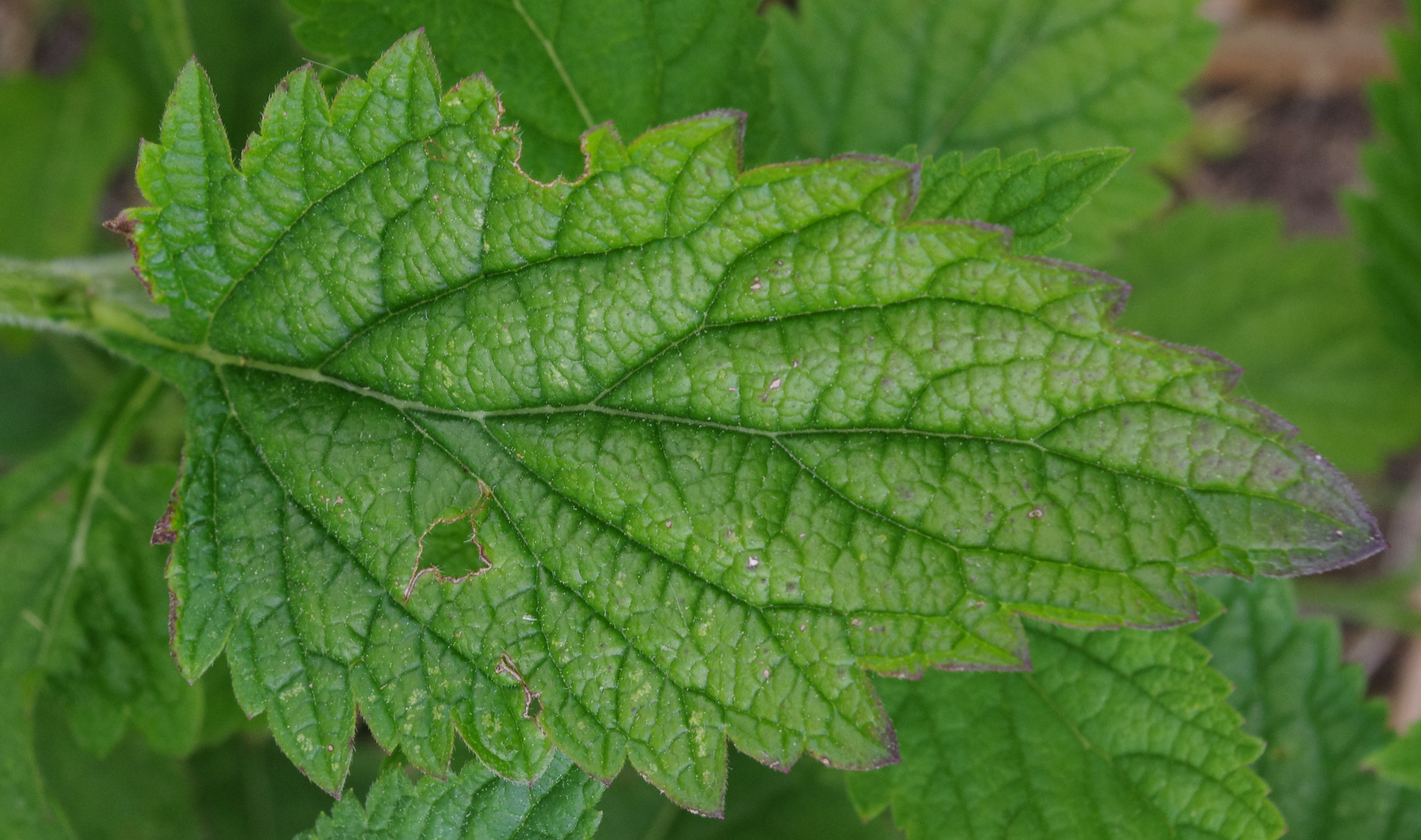
листя
ілюстрація